# Kevin Martin Lynch
Kevin Martin Lynch (conegut habitualment com Kevin Lynch) va ser un republicà nord-irlandès militant de l'Exèrcit Irlandès d'Alliberament Nacional (INLA) i jugador de hurling i futbol gaèlic. Va morir a causa de la vaga de fam dels presoners republicans del 1981.
De jove es va integrar al Saint Patrick’s Club, equip de hurling de Dungiven, al comtat de Derry. El 1971 va guanyar la 3era categoria del torneig Féile na nGael de hurling organitzat per l'Associació Atlètica Gaèlica (GAA). Eren temps en què jugar a hurling a Irlanda del Nord, en competicions de la GAA, era un acte amb connotacions polítiques dins del conflicte nord-irlandès ja que era una entitat que actuava en el conjunt de l'illa d'Irlanda. El 1972 va ser capità de l'equip de hurling del Comtat de Derry que va guanyar el campionat d'Irlanda sub-16 al Croke Park de Dublín. Aquell any va deixar l'escola per treballar amb el seu pare, i un any més tard marxà a Bedford (Anglaterra) per treballar com a fuster amb tres dels seus germans. Va tornar a Dungiven (Comtat de Derry) tres anys més tard, el 1976, i s'integrà al Saint Canice’s, l'equip de futbol gaèlic de la ciutat.
Com a militant republicà, es va unir a l'INLA i va ser detingut el desembre de 1976 acusat de possessió d'armes i conspiració. Un any més tard va ser condemnat a 10 anys de presó. En ser internat a la presó de Maze (popularment coneguda com els blocs H), es va unir a altres reclusos republicans en l'anomenada protesta de la manta (blanket protest). A les eleccions al Dáil Éireann de 1981 va ser candidat independent per Waterford del moviment Anti H-Block, i malgrat no va ser escollit va rebre 3370 vots. Es va unir a la vaga de fam del 1981 el 23 de maig de 1981 i va morir 71 dies després, l'1 d'agost. En el seguici del seu funeral, 18 membres de l'INLA van escortar el cos de Lynch, mentre cinc helicòpters de l'Exèrcit britànic vigilaven la zona. L'equip de la seva infantesa, el Saint Patrick’s Club de Dungiven, va decidir canviar-se el nom pel de Kevin Lynch Hurling Club, i l'estadi on juga pel de Kevin Lynch Park.